# 윌리엄 웰먼 주니어

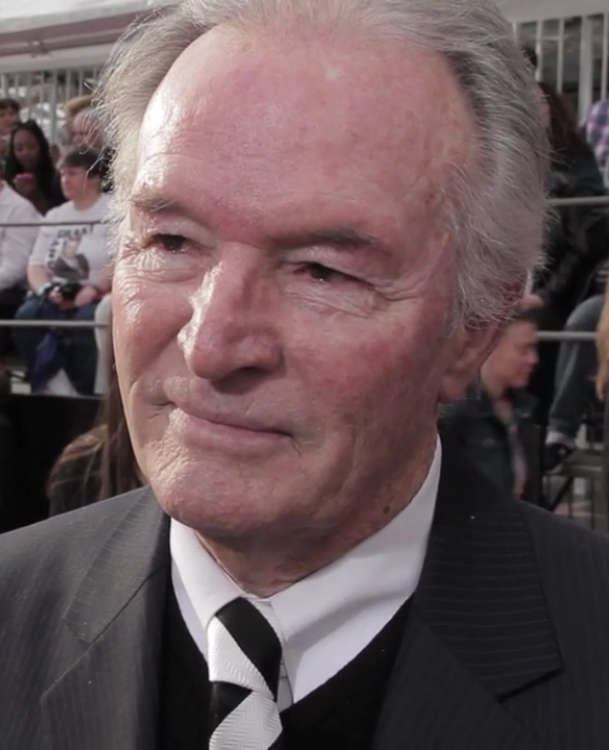

윌리엄 웰먼 주니어(William Wellman Jr., 1937년 1월 20일 ~ )는 미국의 각본가, 영화 프로듀서, 텔레비전 배우, 영화배우, 배우이다.
로스앤젤레스에서 태어났다.

## 영화
- 에이리언 마스터 (1994년)
- 악마의 자식들 (1978년)
- 맥아더 (1977년)
- 미드웨이 (1976년)
- 그것은 살아있다 (1974년)
- 흑인 시저 (1973년)
- 위치 웨이 투 더 프론트 (1970년)
- 닥터 웰비 (1969년)
- 싸이코 드라마 (1969년)
- 제12순찰대 (1968년)
- 괴짜 백만장자 (1967년)
- 어 스윈긴 썸머 (1965년)
- 사고뭉치 간호조무사 (1964년)
- 전투 (1962년)
- 심부름 소년 (1961년)
- 폭찹 고지전투 (1959년)
- 다비스 레인저스 (1958년)
- 하이 스쿨 컨디덴셜! (1958년)
- 서부의 파라딘 (1957년)
- 딜론 보안관 (1955년)